# Майн Кайф?
«Майн Кайф?» — восьмой студийный альбом российской рок-группы «Агата Кристи», записанный осенью 1999 — весной 2000 года на цифровой студии Олега Зуева. Последний альбом с участием клавишника и, по совместительству, автора песен — Александра Козлова, умершего 1 марта 2001 года от атеросклероза.

## История создания
После совместного гастрольного тура с «Алисой» и «Бекханом», состоявшегося в 1999 году, группа начала записывать новый альбом.
Название релиза, по словам Глеба Самойлова, было придумано задолго до его записи. Согласно некоторым источникам, выражение «майн кайф» на молодёжном жаргоне означает «состояние наркотической эйфории».
Выпуск «Майн Кайфа» предварял сингл на песню «Секрет», изданный в июне 2000 года. Осенью вышел второй сингл с пластинки — «Выпить море».
В 2001 году компанией «Никитин» было произведено своего рода переиздание альбома — «Постальбом» с изменённым трек-листом и дополнительными композициями: не вошедшими в оригинальное издание «Пуля» и «Никогда», а также «день-рождения микс» «Ползёт».
Песни «Секрет», «Ein Zwei Drei Waltz» и «Странное рождество» прозвучали в художественных фильмах «Сёстры» и «Брат 2».
В 2008 году, в честь своего 20-летия, группа выпустила полное коллекционное переиздание своих альбомов на компакт-дисках, включая этот. Был проведён ремастеринг аудиозаписи и добавлены бонус-треки.
В 2014 году, в честь 25-летия группы, компания «Бомба-мьюзик» выпустила «Полное собрание сочинений» в нескольких томах, тем самым переиздав ограниченным тиражом всю дискографию группы, включая этот альбом. Производство дисков велось в Германии; альбомы были напечатаны на 180-граммовом виниле чёрного цвета.

## Тематика альбома
Альбом является концептуальным. Его главная тема в целом охватывает фашизм и всё, что к нему приводит — любовь, ненависть, боль, страдания, смерть. По замыслу Самойловых, лирический герой альбома проходит путь от наивного юноши до безжалостного убийцы.
Работа представляет собой подобие литературного произведения, со своими «Прологом» и «Эпилогом».
Имеет посвящение:
Памяти Альфреда Шнитке — последнего гения и волшебника XX века.
Вадим Самойлов назвал данную пластинку «квинтэссенцией альбомов „Коварство и любовь“, „Позорная звезда“ и „Ураган“ одновременно».

Если бы я был группой «Pink Floyd», то этот альбом был бы для меня «стеной». 

## Список композиций
Автором музыки и текстов почти всех песен альбома является Глеб Самойлов, на тот момент прочно занявший место лидера в группе. В альбоме звучат всего две песни соавторства братьев Самойловых — «Четыре слова» и «Никогда»; в первой Вадим написал музыку и вместе с Глебом текст, во второй текст написан братьями. Александр Козлов, будучи автором музыки для многих «хитов» группы, имел свой музыкальный материал для альбома, который, по его же словам, в данный альбом не вошёл в связи с тем, что не подходил концепции альбома. Хотя участие в записи альбома Козлов принимал в качестве клавишника.
| Трек | Название              | Длительность |
| ---- | --------------------- | ------------ |
| 1    | Пролог. Убитая любовь | 3:00         |
| 2    | Пират                 | 3:18         |
| 3    | Секрет                | 2:47         |
| 4    | Красная Шапочка       | 3:50         |
| 5    | Альрауне              | 3:03         |
| 6    | На дне                | 3:32         |
| 7    | Выпить море           | 2:49         |
| 8    | Ein Zwei Drei Waltz   | 4:04         |
| 9    | Странное Рождество    | 4:27         |
| 10   | Четыре слова          | 4:32         |
| 11   | Месяц                 | 3:59         |
| 12   | Ветер                 | 3:54         |
| 13   | Снайпер               | 3:35         |
| 14   | Эпилог. На краю       | 2:06         |

Бонусы переиздания 2008 года
| Трек  | Название                                       | Длительность | Композитор     |
| ----- | ---------------------------------------------- | ------------ | -------------- |
| 15    | Никогда                                        | 4:47         | Вадим Самойлов |
| 16    | Красная Шапочка (Gothic House version 2006)    | 4:02         | Глеб Самойлов  |
| Видео | Пуля (Видеоклип, реж. В. Конисевич)            | 3:19         | Глеб Самойлов  |
| Видео | Секрет (Видеоклип, реж. Г. Орлов, А. Муравьёв) | 3:16         | Глеб Самойлов  |

## Песни
- Пират

С неё всё начинается и ею же заканчивается. На корабле умер король, у короля маленький сын, у сына детские мечты об океане, которые и приводят его к пиратству.
- Секрет

Глеб Самойлов: «Сценарий клипа на песню „Секрет“ написал я сам. А сюжет этого клипа — простая школьная история. Конечно, любовная. Главный герой — мальчик-старшеклассник „ботанического“ вида, хронический неудачник, к тому же новенький в классе. Наверняка каждый, кому доводилось менять школу, не забудет, какова жизнь в шкуре новичка, какими правдами и неправдами нужно завоевать „место под солнцем“ в зловредном коллективе ровесников! Тем более хилому „ботанику“-очкарику. Итак, наш новенький впервые приходит в класс и сразу же обращает внимание на самую красивую девочку. Роль красавицы сыграла дочь певицы Анастасии, а в роли класса снялся выпускной класс школы № 410 и настоящая учительница из этой школы. Никого, кроме этой красотки, герой уже в упор не видит. Девочка, естественно, не обращает на него никакого внимания — в общем, всё довольно банально. Наш „ботаник“ совершает в себе некий внутренний переворот, становится сильный духом и побеждает».
- Альрауне

Песня является посвящением одноименному роману немецкого писателя Ганса Гейнца Эверса.
- Выпить море

На песню был снят малобюджетный клип, причём в качестве режиссёров выступили сами братья Самойловы. В переиздание 2008 года клип, однако, не вошёл.
- Ein Zwei Drei Waltz

«Последний вальс — он трудный самый…» — реминисценция из песни М. Ножкина «Последний бой» (в тексте-источнике — «Последний бой — он трудный самый»).
- Странное Рождество

Эпиграфом к песне служит цитата, сказанная Орландо, героем Андрея Миронова, в фильме А. Митты «Сказка странствий», музыку к которому написал Шнитке: «Странные праздники, что-то меня знобит от этого веселья…». Вслед за этим звучит тема из детской песенки «В лесу родилась ёлочка».
- Четыре слова

На обложке переизданного альбома опечатка: допущена ошибка в названии песни «Четыре слова» (вместо этого там написано «Четыри слова»). Изначально текст песни предложил Вадим, но Глеб его забраковал и решил написать свой. В результате версия Глеба Вадиму также не понравилась, и было решено оставить текст Вадима в некоторой редакции.
- Ветер

Песня была взята из сольного альбома Глеба Самойлова «Сви100пляска», где эта композиция была инструментальной. Она написана по мотивам одной из глав романа Стивена Кинга «Стрелок». Предполагалось так же назвать и саму песню, но уже был записан «Снайпер» и название поменяли.
- Снайпер

Песня является посвящением роману Юрия Бондарева «Берег» и была написана за десять лет до того, как вошла в альбом «Майн Кайф?»
- Эпилог. На краю

Напоминание, с чего всё начиналось и чем может кончиться. В конце знак вопроса в виде четырёх вибрафонных нот. Так что, хэппи энда нет.
- Никогда

Песня была добавлена в переиздании альбома 2008 года. Вошла в саундтрек к фильму Алексея Балабанова «Брат 2».
- Пуля

Несмотря на то, что песня не входила в оригинальный альбом, видеоклип на неё вошёл в переиздание альбома 2008 года. Она была написана специально для фильма «Сестры», впоследствии исполнялась на концертах с посвящением режиссёру фильма Сергею Бодрову-младшему.

## Участники
- Вадим Самойлов — вокал, гитары, клавишные
- Глеб Самойлов — вокал, бас-гитара, электрогитара, акустическая гитара, клавишные
- Александр Козлов — клавишные, синтезаторный бас
- Андрей Котов — доп. ударные, бит

## Технический персонал
- Программирование — Олег Зуев
- Звук, сведение — Олег Зуев, Вадим Самойлов
- Запись, сведение и мастер произведены на цифровой студий Олега Зуева, осень 1999 — весна 2000 гг.
- Ремастеринг — Sunny Swan, 2007 г.
- Дизайн — Юлия Кудря-Брюкова, 2007 г.